# Hans Christiansen

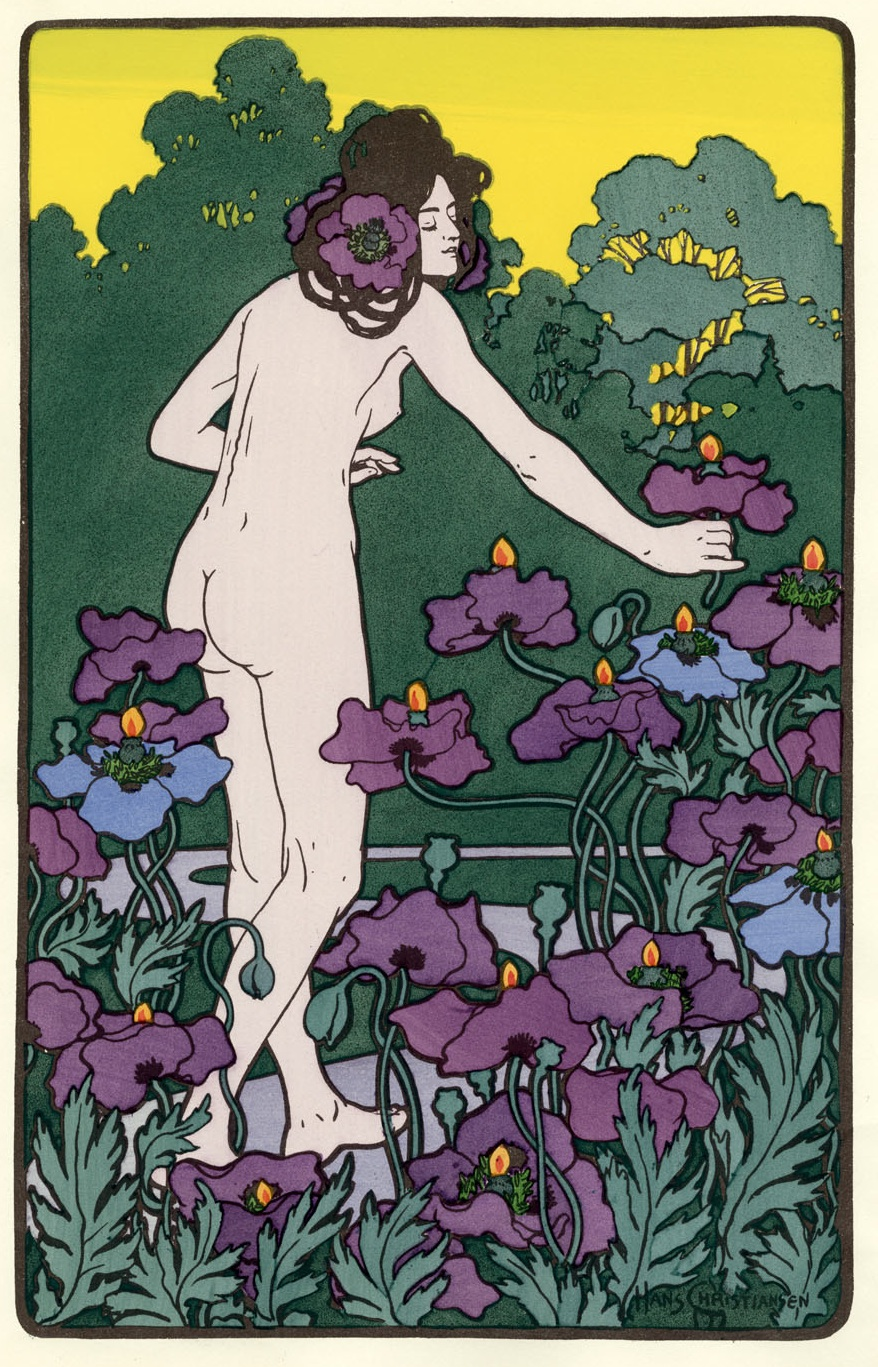
L'Heure du berger, pubblicato in L'Estampe moderne (1897).

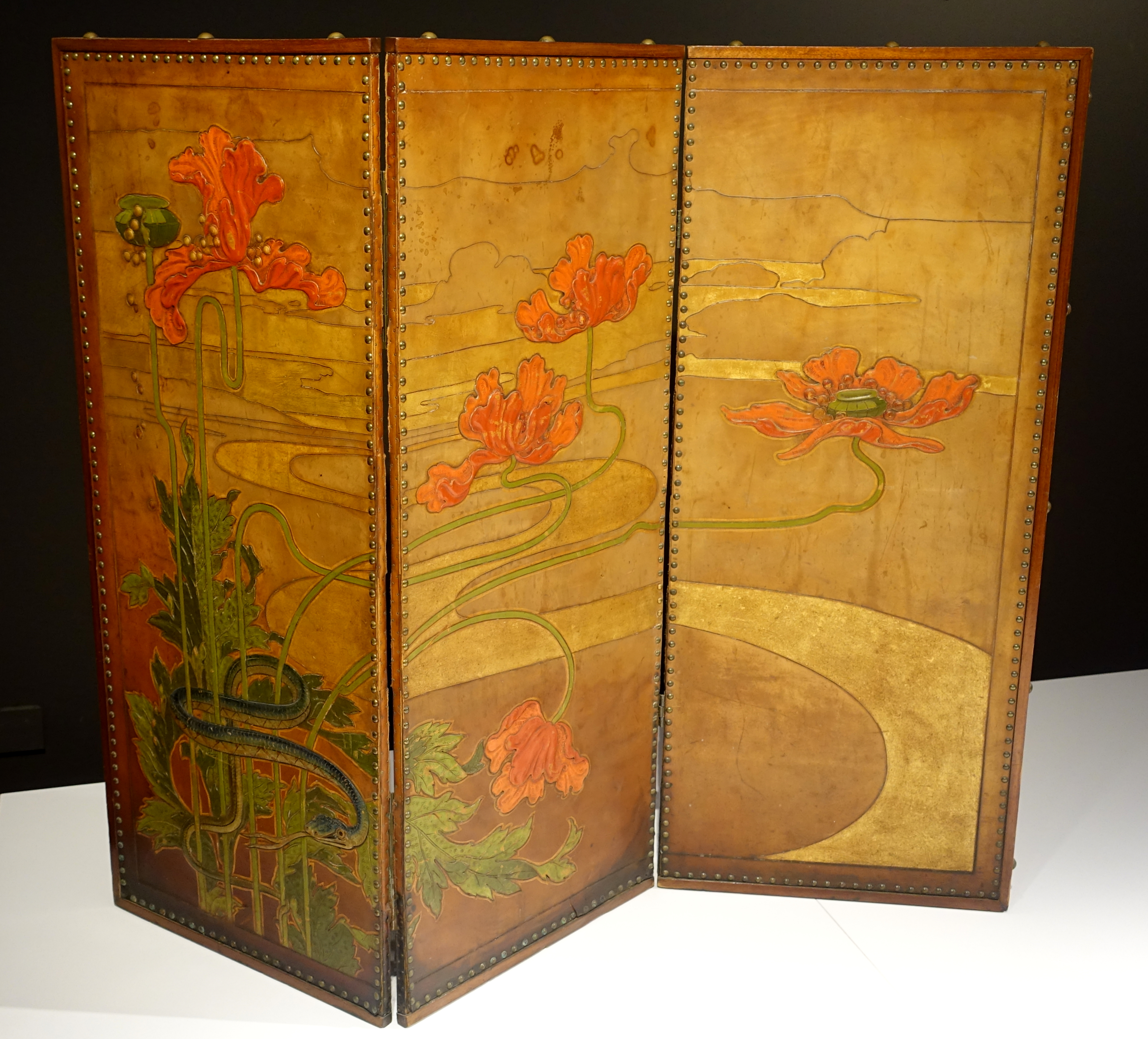
Paravento pieghevole in pelle disegnato da Hans Christiansen e realizzato da Georg Hulbe

Hans Christiansen (Flensburgo, 6 marzo 1866 – Wiesbaden, 5 gennaio 1945) è stato un pittore e artigiano tedesco.

## Biografia
Nel 1888 Hans Christiansen si iscrive alla scuola di arti applicate di Monaco di Baviera e, dopo un viaggio in Italia, si specializza in pittura decorativa ad Amburgo. 
Nel 1895 si trasferisce ad Anversa e poi a Parigi  dove frequenta l'Académie Julian. Uno dei suoi disegni viene pubblicato da L'Estampe moderne.
Pittore rappresentante dello Jugendstil, dal 1896 collabora con la rivista-manifesto Jugend.
A partire dal 1898 disegna qualche illustrazione destinate a figurine per un'industria di cioccolata con sede a Colonia e diretta da Ludwig Stollwerk-.
Nel 1899 Christiansen entra a far parte di una comunità di artisti a Darmstadt dove stringe amicizia con Joseph Maria Olbrich e Peter Behrens; progetta numerosi oggetti in stile Art Nouveau.
Sposato con una donna di religione ebraica, nel periodo nazista gli viene proibito di creare ed esporre le sue opere.
Il suo atelier e una gran parte dei suoi archivi vengono distrutti durante la Seconda guerra mondiale.
Tra giugno e settembre 2015 è stata presentata una grande esposizione dei suoi lavori a Villa Stuck di Monaco.

## Mostre
- Ottobre 2014/ Gennaio 2015: Hans Christiansen. Retrospektive. Museum Künstlerkolonie Darmstadt, Darmstadt.
- Febbraio 2015/ Maggio 2015: Hans Christiansen. Die Wiederentdeckung eines Jugendstil-Künstlers.Bröhan-Museum, Berlin
- Giugno 2015/ Settembre 2015: Hans Christiansen - Gesamtkunstwerker des Jugendstils. Villa Stuck, München
- Ottobre 2015/ Gennaio 2016: Hans Christiansen. Die Retrospektive. Museumsberg Flensburg, Flensburg